# العلاقات الفيتنامية الليتوانية
العلاقات الفيتنامية الليتوانية هي العلاقات الثنائية التي تجمع بين فيتنام وليتوانيا.

## مقارنة بين البلدين
هذه مقارنة عامة ومرجعية للدولتين:
| وجه المقارنة                                              | فيتنام           | ليتوانيا                                                    |
| --------------------------------------------------------- | ---------------- | ----------------------------------------------------------- |
| المساحة (كم2)                                             | 331.69 ألف       | 65.30 ألف                                                   |
| عدد السكان (نسمة)                                         | 94.66 مليون      | 2.79 مليون                                                  |
| الكثافة السكانية (ن./كم²)                                 | 285.39           | 42.73                                                       |
| العاصمة                                                   | هانوي            | فيلنيوس، كاوناس                                             |
| اللغة الرسمية                                             | اللغة الفيتنامية | اللغة الليتوانية                                            |
| العملة                                                    | دونغ فيتنامي     | ليتاس ليتواني، يورو                                         |
| الناتج المحلي الإجمالي (بليون دولار)                      | 234.19 مليار     | 47.17 مليار                                                 |
| الناتج المحلي الإجمالي (تعادل القوة الشرائية) بليون دولار | 553.42 مليار     | 84.06 مليار                                                 |
| الناتج المحلي الإجمالي الاسمي للفرد دولار أمريكي          | 2.48 ألف         | 14.15 ألف                                                   |
| الناتج المحلي الإجمالي للفرد دولار أمريكي                 | 5.63 ألف         | 27.69 ألف                                                   |
| مؤشر التنمية البشرية                                      | 0.666            | 0.839                                                       |
| رمز المكالمات الدولي                                      | +84              | +370                                                        |
| رمز الإنترنت                                              | .vn              | .lt                                                         |
| المنطقة الزمنية                                           | ت ع م+07:00      | ت ع م+02:00، ت ع م+03:00، أوروبا/فيلنيوس ‏، توقيت شرق أوروبا |

## منظمات دولية مشتركة
يشترك البلدان في عضوية مجموعة من المنظمات الدولية، منها:
| علم المنظمة | اسم المنظمة                        | تاريخ انضمام فيتنام | تاريخ انضمام ليتوانيا |
| ----------- | ---------------------------------- | ------------------- | --------------------- |
|             | وكالة ضمان الاستثمار متعدد الأطراف | 5 أكتوبر 1994       | 8 يونيو 1993          |
|             | منظمة الشرطة الجنائية الدولية      | ?                   | ?                     |
|             | منظمة حظر الأسلحة الكيميائية       | ?                   | ?                     |
|             | منظمة التجارة العالمية             | 11 يناير 2007       | ?                     |
|             | الأمم المتحدة                      | 20 سبتمبر 1977      | 17 سبتمبر 1991        |
|             | مؤسسة التمويل الدولية              | 4 أغسطس 1967        | 15 يناير 1993         |
|             | يونسكو                             | 6 يوليو 1951        | 7 أكتوبر 1991         |
|             | مؤسسة التنمية الدولية              | 24 سبتمبر 1960      | 23 سبتمبر 2011        |
|             | البنك الدولي للإنشاء والتعمير      | 21 سبتمبر 1956      | 6 يوليو 1992          |
|             | الاتحاد البريدي العالمي            | ?                   | ?                     |
|             | الاتحاد الدولي للاتصالات           | 24 سبتمبر 1951      | 1 يوليو 1923          |

## وصلات خارجية
- موقع وزارة الخارجية الفيتنامية
- موقع وزارة الخارجية الليتوانية